# Akasi (Zone-dal)
A Akasi (証, ’Bizonyíték’) a Zone japán együttes első kislemeze az O című albumukról, melyet a Sony jelentett meg 2002. szeptember 26-án.
A korong a harmadik helyen mutatkozott be az Oricon slágerlistáján, összesen tizenöt hétig volt fenn rajta. A kislemezből összesen 112 000 példány kelt el, így aranylemezzé minősítették Japánban.
A dal mindhárom videóklipjét Miki Takahiro rendezte.
A szám eredetileg az O című 2002-es albumukra került fel, de hallható az E: Complete A side Singles és az Ura E: Complete B Side Melodies válogatásalbumokon, valamint a Stereopony előadásában a Zone Tribute: Kimi ga kureta mono tribute albumon is.
A Squier hangszergyártó cég Japánban piacra dobott egy limitált kiadású Stratocaster elektromos gitárt Akashi Model néven a dal előtt tisztelegve.

## Számlista
1. Akasi (証?, ’Bizonyíték’)
2. For Tomorrow
3. Akasi (Backing Tracks) (証?, ’Bizonyíték’)
4. For Tomorrow (Backing Tracks)